# Yacef Saadi
Yacef Saadi (in arabo ياسف سعدي‎?; Algeri, 20 gennaio 1928 – Algeri, 10 settembre 2021) è stato un politico e rivoluzionario algerino, uno dei sei fondatori del Fronte di Liberazione Nazionale e uno dei principali comandanti nella guerra d'Algeria.
Proprio come riferimento autobiografico, nel 1966 interpretò il rivoluzionario Saari Kader nel film La battaglia di Algeri, diretto da Gillo Pontecorvo.

## Filmografia
- La battaglia di Algeri, regia di Gillo Pontecorvo (1966)

## Doppiatori italiani
- Pino Locchi in La battaglia di Algeri